# Rawa Burung
Rawa Burung is een bestuurslaag in het regentschap Tangerang van de provincie Banten, Indonesië. Rawa Burung telt 9348 inwoners (volkstelling 2010).